# Мак, Джованни де
Джованни де Мак (Джованни де Маке) (итал. Giovanni de Macque, фр. Jean de Macque, между 1548 и 1550, Валансьен — сентябрь 1614, Неаполь) — франко-фламандский композитор, педагог и органист, работавший в Италии.

## Биография
Дата рождения неизвестна. Первоначально музыкальное образование де Мак получил в Вене, где пел в церковном хоре и брал уроки у Филиппа де Монте. В 1563 году обучался там же в иезуитском колледже. Около 1574 года переехал в Рим, где занимался композицией и работал органистом. Первая публикация (обозначенная «как первая книга мадригалов»), вышедшая в Венеции в 1576 г., обнаруживает влияние стиля Л. Маренцио, с которым де Мак познакомился, вероятно, в Риме. Расцвет творческой карьеры связан с Неаполем, куда де Мак переехал около 1585 г.
До мая 1590 (в Неаполе) руководил ансамблем музыкантов, обслуживавшим собрания литературно-музыкального кружка (не имевшем названия) Фабрицио Джезуальдо, отца знаменитого композитора. Во 2-й половине 1590 занял пост органиста в Большой церкви Благовещения. C 1594 органист, с 1599 капельмейстер при (неаполитанском) дворе испанского вице-короля.
Среди учеников де Мака Луиджи Росси, Асканио Майоне, Дж.Д. Монтелла, Джованни Мария Трабачи, Донато Антонио Спано, а также, возможно, Андреа Фальконьери.

## Творчество
Основная область творчества де Мака — мадригал. Среди его сочинений для органа — канцоны, ричеркары, каприччио, «Токката в манере трубы» (Toccata a modo di trombetta), вариации на «Руджеро» и др. Стиль поздних сочинений де Мака (возможно, под влиянием музыки Джезуальдо) отличается необычными экспериментами в области гармонии, интенсивным использованием хроматики. Примером такой экспериментальной музыки могут служить небольшие органные пьесы «Consonanze stravaganti», «Durezze e ligature», «Prima e seconda stravaganze», а также 6-голосный мотет «Rex autem David» (из его единственной книги мотетов 1596 г.).